# Food Not Bombs
Food Not Bombs (česky Jídlo místo zbraní, zkratka FNB) je volné sdružení nezávislých skupin zabývajících se zejména rozdáváním veganského a vegetariánského jídla zdarma, případně rozdáváním hygienických potřeb či spacáků osobám bez domova. Vystupuje i proti diskriminaci, odmítá násilí a nelidské zacházení se zvířaty.
První kolektiv Food Not Bombs založili v roce 1980 v Cambridge protijaderní aktivisté a aktivistky, od té doby se tato aktivita rozšířila po celém světě a působí na všech kontinentech vyjma Antarktidy. Jednotlivé pobočky jsou však autonomní a hnutí nemá žádné vedení. Filozofie Food Not Bombs vychází z otázky (volně přeloženo): „Proč lidstvo utrácí za zbrojení, když více než miliarda lidí hladoví?“
Hnutí mívá ve Spojených státech amerických často střety se zákonem a mnozí jeho členové byli zatčeni a vězněni zejména pro svou účast na protivládních akcích i pro pouhé rozdávání jídla. Některá americká města bojovala proti akcím Food Not Bombs městskými vyhláškami a zákazy rozdávání jídla na veřejnosti. Členové a členky hnutí včetně zakladatelů se také účastnili antikapitalistických protestů Occupy Wall Street a dalších akcí občanské neposlušnosti, v Česku například antiglobalizačních protestů v roce 2000. V nedemokratických zemích jako Bělorusko či Rusko je hnutí potlačováno.
V Česku se první kolektivy Food Not Bombs formovaly z anarchistických a punkových kruhů v devadesátých letech. V současné době (2024) působí ve více než třinácti městech Česka.

## Filozofie a principy
Food Not Bombs je celosvětové dobrovolnické hnutí, které na protest proti válce a chudobě rozdává bezmasá jídla zdarma. Každá pobočka sbírá přebytečné potraviny z obchodů s potravinami a pekáren, které by jinak přišly nazmar, a když obchody nespolupracují, příležitostně i vybírá vyhozené zboží. FNB také přijímá dary od místních farmářů a poté připravuje bezplatné komunitní jídlo, které nabízí všem, kdo mají hlad. Tři hlavní principy hnutí jsou:

### Veganství a vegetariánství
Hnutí připravuje výhradně veganská a vegetariánská jídla. Dobrovolníky k tomu vede jednak nižší šance na zkažení potravin, jednak snaha o nenásilný původ potravin. Organizátoři se tímto pokouší poukázat na zdravost bezmasého životního stylu a jeho přínos pro planetu. Pokud dobrovolníci dostanou darem mléčný či masný výrobek, předávají je do vývařoven, neboť „věří, že jídlo je důležitější než politika.“

### Autonomie poboček
Každá pobočka Food Not Bombs je autonomní a při rozhodování využívá konsenzuální proces. Nemá žádné vedoucí, prezidenty ani ředitele nebo ústředí. Spoluzakladatelé C. T. Lawrence Butler a Amy Rothstier k tomu řekli následující: „Věříme, že je neodmyslitelně lepší zapojit všechny členy, kterých se rozhodnutí týká, do procesu jeho utváření. To platí z několika důvodů. Rozhodnutí bude odrážet celistvost skupiny, ne jenom vůdcovství v ní. Lidé, kteří vytvoří plány do budoucna, budou více spokojeni se svou prací.“

### Snaha o sociální změnu
Food Not Bombs zdůrazňuje, že hnutí není charitou a jeho hlavní účel je sociální změna. Členové a členky hnutí poskytují jídlo nejen lidem bez domova, ale také pomáhají při protestních akcích, blokádách, stávkách, pochodech, sezeních na stromech a lockdownech. Rozdávání jídla je tak spíše forma protestu proti neschopnosti vládnoucích vrstev poskytnout pomoc lidem v nouzi.

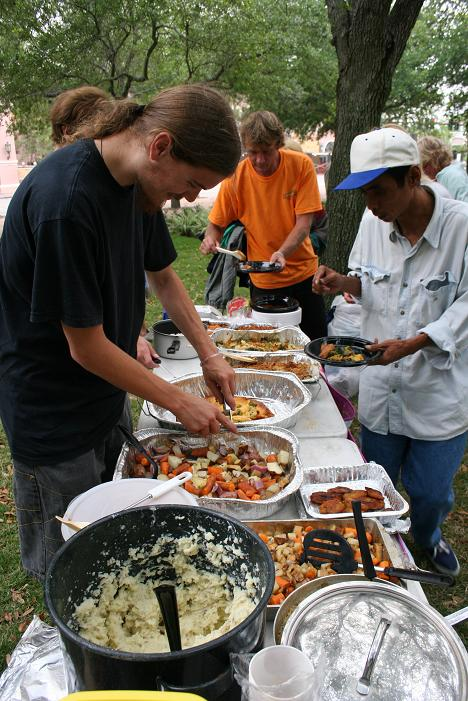
Stánek FNB rozdávající jídlo všem lidem bez rozdílu

## Historie

### Severní Amerika

#### 20. století
Food Not Bombs založili v roce 1980 v Cambridge ve státě Massachusetts protijaderní aktivisté Keith McHenry, Jo Swanson, Mira Brown, Susan Eaton, Brian Feigenbaum, C.T. Lawrence Butler, Jessie Constable a Amy Rothstien. Podle Keitha McHenryho název vznikl, když zjistil, že rozdávají jídlo chudým hned naproti nově vznikající budově Draper Labs, kde se podle zvěstí navrhovaly jaderné zbraně. McHenry prohlásil, že si díky tomu skupina uvědomila, že „na jedné straně ulice jsou hladoví lidé. Na druhé straně jsou lidé, kteří vydělávají peníze výrobou jaderných zbraní.“ V této souvislosti vznikl slogan „Money For Food Not Bombs“ (v překladu „Peníze na jídlo, ne bomby“), který byl později zkrácen a stal se názvem celé iniciativy.
Činnost členů zahrnovala poskytování potravin, pochody a protesty. Protestovali například proti jaderné energii, zapojení Spojených států do občanské války v Salvadoru a proti diskriminaci bezdomovců. Roku 1981 také vzniklo logo hnutí, a sice fialová ruka držící mrkev, které dnes používají téměř všechny kolektivy FNB po celém světě.
K prvnímu zatčení za rozdávání jídla zdarma došlo 15. srpna 1988 u vchodu do Golden Gate Parku v kalifornském San Franciscu. Toho dne bylo zatčeno devět lidí včetně McHenryho. Město provedlo více než tisíc zatčení a organizace Amnesty International prohlásila zatčené dobrovolníky za „vězně svědomí“.

#### Počátek 21. století
V létě 2007 začala být pobočka FNB ve Fort Lauderdale na Floridě systematicky obtěžována místními orgány činnými v trestním řízení, což vyvrcholilo ultimátem předloženým policií ve Fort Lauderdale. Policie požadovala zatčení dobrovolníků odpovědných za veřejné „sdílení“. Následující týden se stovkám příznivců FNB podařilo přimět místní orgány činné v trestním řízení k ústupku, který trval až do roku 2010.
Město Orlando na Floridě přijalo vyhlášku, která zakazuje podávání jídla většímu než stanovenému počtu lidí bez povolení. Na podzim roku 2007 byl Eric Montanez z orlandské FNB obviněn z porušení orlandské městské vyhlášky. Dne 10. října 2007 byl Montanez porotou zproštěn obvinění. FNB spolu s církví pro bezdomovce (First Vagabonds Church of God) zažalovala město s odůvodněním, že jejich podávání jídla je pokryto prvním dodatkem jako součást chráněného politického projevu a náboženské činnosti. Skupiny žalobu vyhrály a městská vyhláška byla zrušena. Město Orlando se odvolalo k 11. obvodnímu odvolacímu soudu USA a následně vyhrálo. Dne 31. srpna 2010 11. obvodní odvolací soud USA rozhodnutí zrušil a zakázal Orlandu prosazovat nařízení až do dalšího slyšení před desetičlenným senátem.

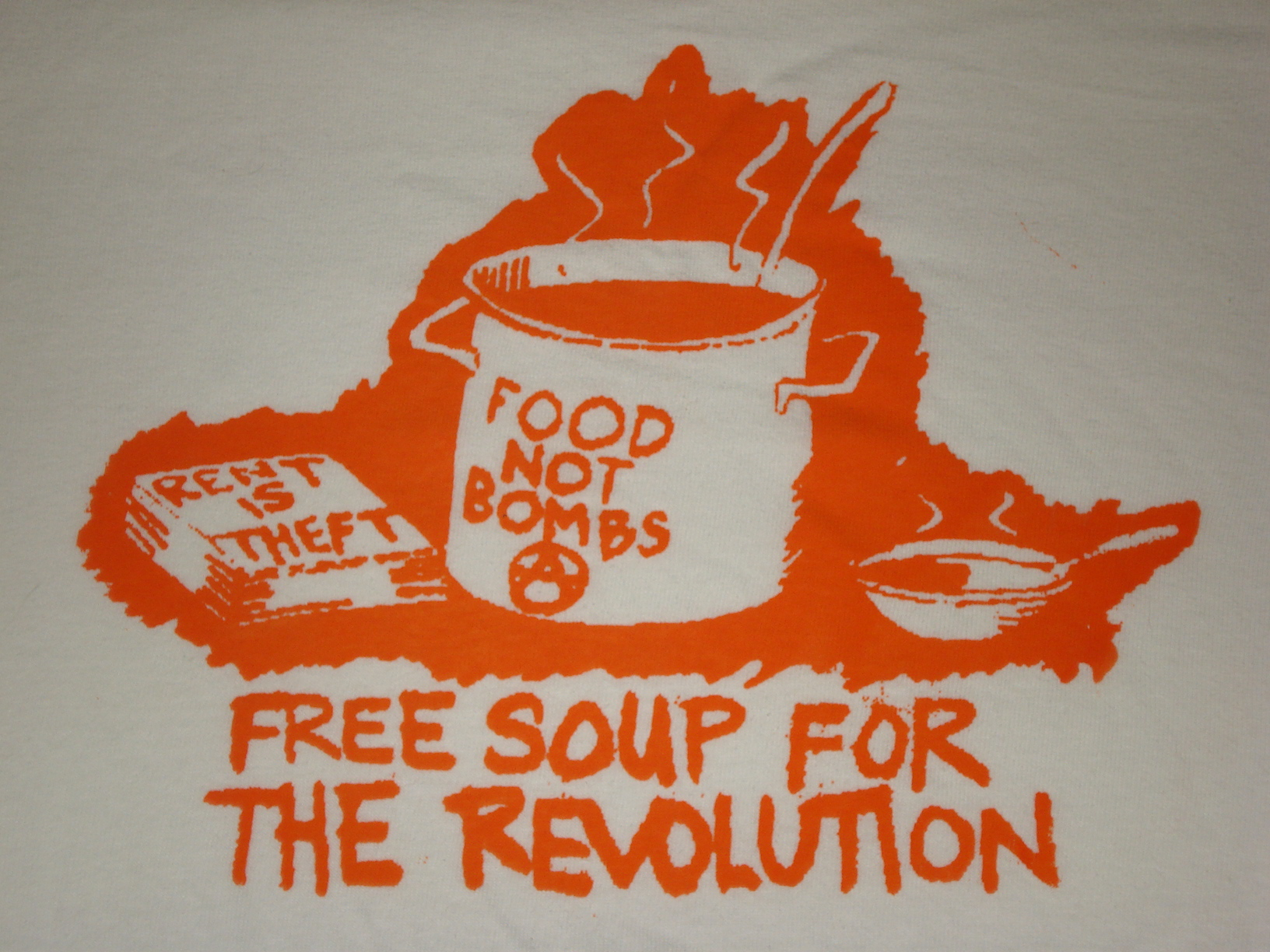
Ilustrace Free Soup For the Revolution (Polévkou zdarma k revoluci)

V květnu 2008 se majitelé místních podniků pokusili zabránit skupině FNB z Kitcheneru v Ontariu v podávání jídel na dobře viditelném místě v centru města, přičemž tuto skupinu označili za „podporující bezmasou stravu, antikapitalismus a ukončení vojenské intervence Kanady v Afghánistánu.“
V dubnu 2009 vydalo město Middletown ve státě Connecticut místní pobočce FNB příkaz k zastavení činnosti. Před vydáním tohoto příkazu městský hygienik uvedl, že organizace distribuuje potraviny bez licence. V srpnu 2009 začala pobočka fungovat prostřednictvím licencované kuchyně, kterou poskytl middletownský metodistický kostel (First Church of Christ, Congregational, což je kostel Spojené Kristovy církve (United Church of Christ)), zatímco probíhala státní slyšení v této věci.
Nejvíce medializovaným omezením sdílení jídla zahrnujícím FNB byly zákazy veřejného rozdávání jídla na Floridě v roce 2011. Podobné zákony byly přijaty i v jiných jurisdikcích, včetně Filadelfie a Houstonu.

#### Boj s městem Orlando a Occupy Wall Street
Dne 20. dubna 2011 potvrdil senát 11. obvodního odvolacího soudu orlandskou vyhlášku jako platnou regulaci „času, místa a způsobu,“ čímž zrušil původní rozsudek ve prospěch FNB a zrušil trvalý soudní zákaz orlandské vyhlášky, o který se poprvé pokusil v roce 2007. Právník orlandské pobočky Food Not Bombs vydal městu příkaz k zastavení činnosti s tím, že porušení vyhlášky není trestným činem a vyzval město k nepotlačování občanského shromažďování. Hackeři hlásící se ke skupině Anonymous začali městu Orlando vyhrožovat. Starosta Orlanda Buddy Dyer sklidil ostrou kritiku za to, že označil aktivisty Food Not Bombs za „potravinové teroristy“.
Dne 20. června 2011 byl Ben Markeson předvolán za držení nápisu bez povolení. Hackeři potvrdili své výhrůžky a v rámci „Operace Orlando“ vyřadili z provozu stránky Orlandské obchodní komory a web Universal Studios. Dne 22. června došlo k dalšímu zatýkání, včetně druhého zatčení McHenryho. Dne 1. července, po celostátní a mezinárodní pozornosti a dalších hackerských útocích, Orlandská FNB přijala návrh starosty na přesunutí sídla na radnici, což zastavilo zatýkání a vedlo k novému, stabilnímu uspořádání orlandské FNB.
Bezdomovecký hacktivista Christopher Doyon, známý také jako Commander X, byl nakonec za „Operaci Orlando“ a další aktivity zatčen. Brzy po svém obvinění uspořádal tiskové prohlášení, kde se přiznal ke všem obviněním, ale tvrdil, že distribuované útoky na odepření služby představují akty kybernetické občanské neposlušnosti. Dne 19. srpna 2011 uspořádal starosta Orlanda Buddy Dyer tiskovou konferenci, na které oznámil, že obvinění proti sdílečům jídla zatčeným v parku Lake Eola v Orlandu byla stažena, což vedlo k novému kompromisnímu stavu mezi Dyerovou administrativou a orlandskou pobočkou Food Not Bombs.
Nařízení ve městě Sarasota na Floridě z roku 2011 vyžadovalo povolení ke konání zvláštní akce pro shromáždění 75 a více osob. Místní obyvatelé kondominia sepsali petici, aby bylo vyžadováno povolení i pro menší skupiny 12 osob a také povolení pro prodej na veřejnosti. Proti bezdomovcům byla namířena řada dalších nařízení, včetně zákazu kouření a odstranění laviček v parcích. V té době mohly útulky pro bezdomovce v Gainesville na Floridě najednou nakrmit pouze 130 lidí, což vedlo ke vzniku Koalice za zrušení limitu na jídlo (Coalition to End the Meal Limit), která v roce 2011 limit na jídlo a další pravidla úspěšně zrušila.

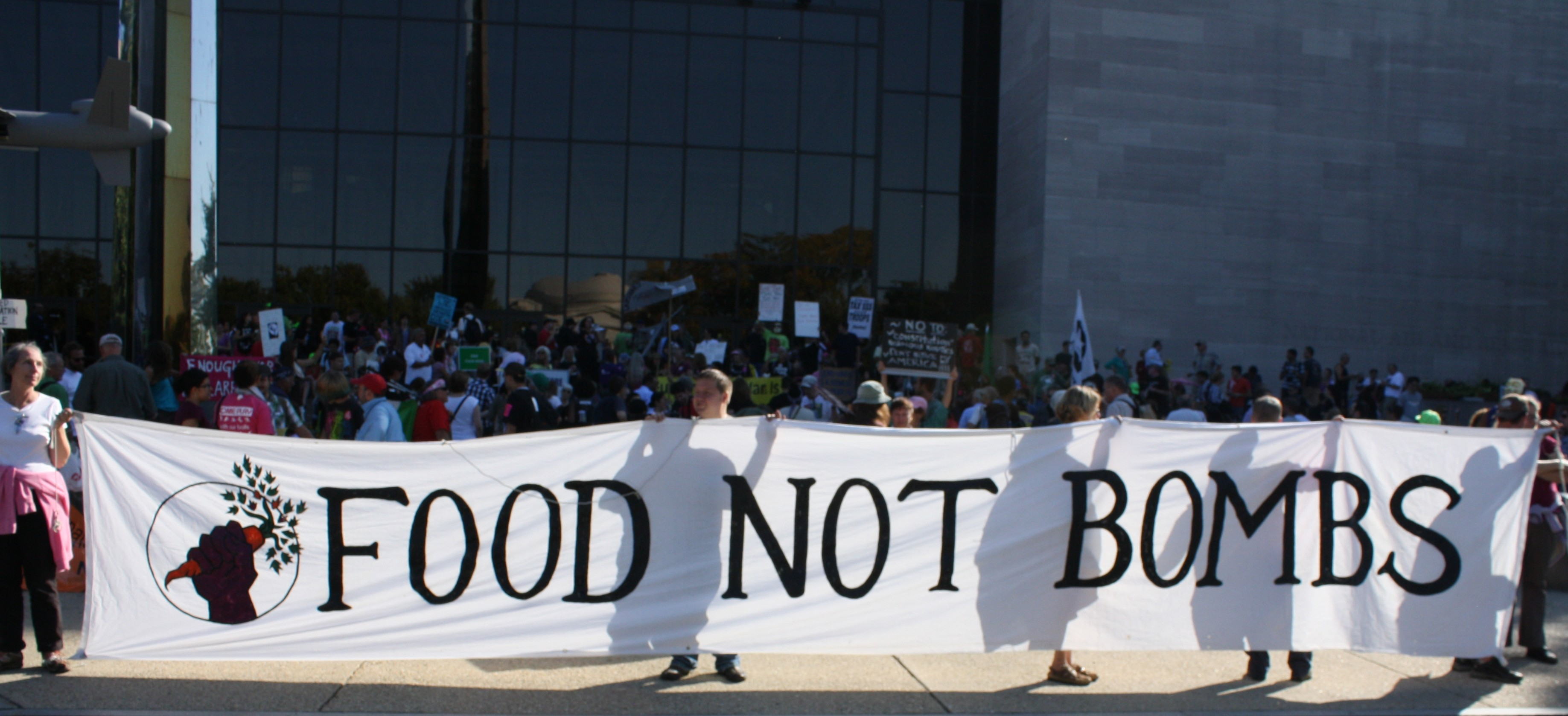
Členstvo Food Not Bombs podporující hnutí Occupy Wall Street ve Washingtonu D.C.

Skupiny Food Not Bombs se během hnutí Occupy Wall Street v roce 2011 intenzivně zapojily do podpory okupačních táborů po celých USA. V polovině října byla při noční policejní konfrontaci s hnutím Occupy San Francisco odstraněna kuchyně FNB. Jeden ze zakladatelů, C. T. Lawrence Butler, se připojil k hnutí Occupy Boston. Keith McHenry se účastnil mnoha okupací a během toho vydal novou příručku FNB.
Světové setkání Food Not Bombs se konalo 20. až 26. srpna 2012 v Tampě na Floridě, týden před Republikánským národním sjezdem (RNC). Ve spolupráci s Occupy Tampa a mnoha dalšími organizacemi aktivisté FNB od 20. do 30. srpna shromažďovali a připravovali jídlo pro stovky protestujících na RNC a nabízeli workshopy, kulturní akce a protestní aktivity.
Ke konci roku 2012 aktivisté FNB, zejména FNB na Long Islandu, po boku Occupy Sandy připravovali jídlo pro tisíce lidí postižených hurikánem Sandy.
V listopadu 2014 město Fort Lauderdale zavedlo zákaz sdílení potravin. Několik aktivistů Food Not Bombs bylo zatčeno při rozdávání potravin a dalších akcích občanské neposlušnosti. Další aktivisté FNB drželi hladovku proti prosazování zákona. Soudní příkaz zastavil prosazování zákazu sdílení na začátku prosince 2014, dokud nebude zahájeno několik soudních řízení. Dne 22. srpna 2018 11. obvodní odvolací soud USA rozhodl, že sdílení potravin pod širým nebem organizací Food Not Bombs je chráněno prvním dodatkem.

#### 20. léta 21. století
V roce 2023 vydalo město Houston nařízení, podle kterého je distribuce potravin této skupiny nezákonná. V Houstonu bylo totiž od roku 2012 možné rozdávat jídlo maximálně pěti lidem a nad tento počet už dobrovolníci museli mít povolení od města. Výsledkem bylo více než 63 pokut pro dobrovolníky. První soudní proces skončil vítězstvím pro Food Not Bombs, ačkoli město uvedlo, že bude i nadále „důrazně stíhat“ porušování vyhlášky o sdílení potravin.
V dubnu 2023 byla v Renu odsouzena žena, která úmyslně přejela autem tři lidi u distribučního stánku Food Not Bombs. Jedna osoba zemřela a další dvě byly vážně zraněny. V září 2023 byli ve West Palm Beach na Floridě na základě podobného nařízení proti sdílení jídla se skupinami lidí obviněni tři dobrovolníci Food Not Bombs.

### Evropa

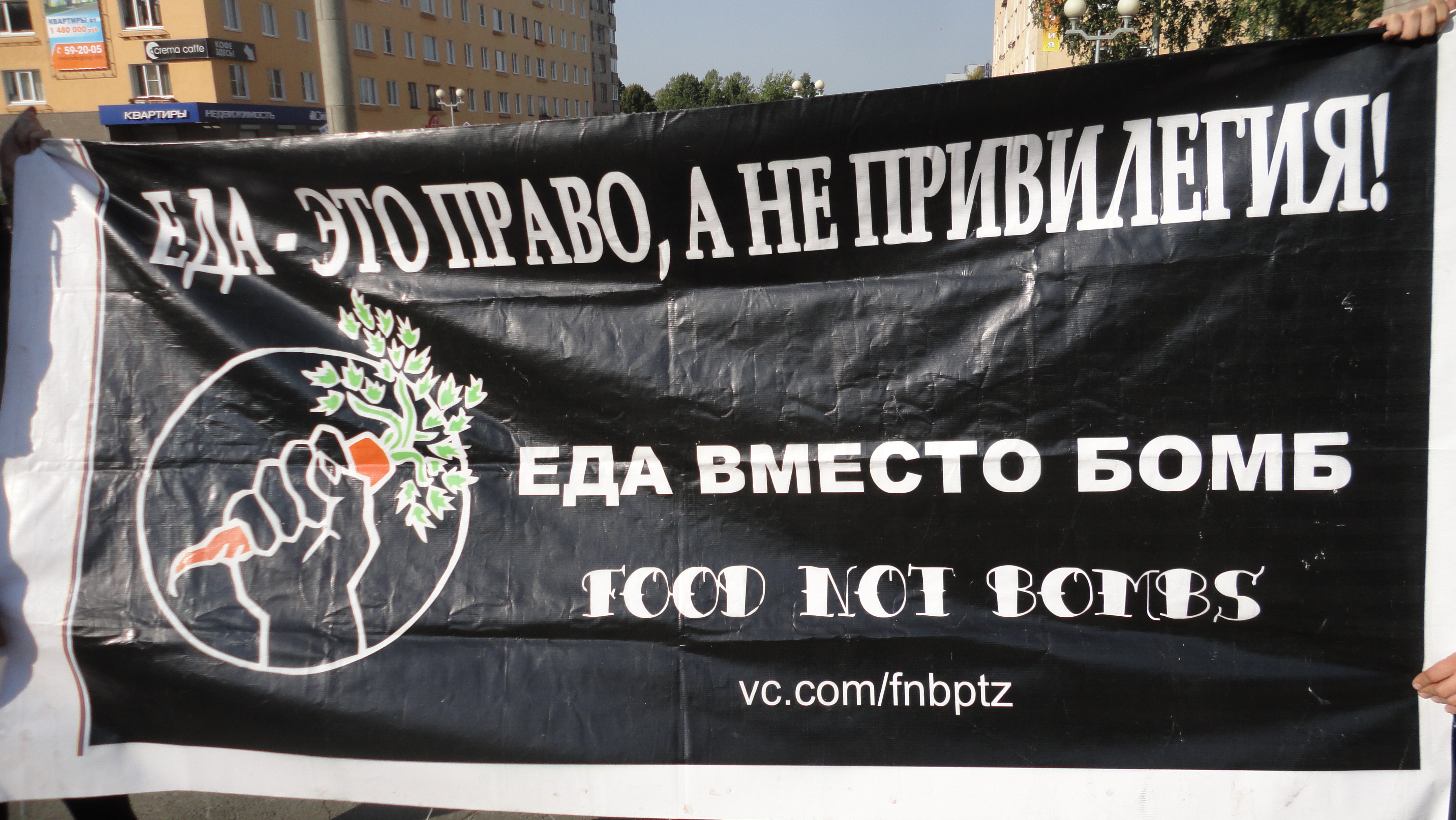
Ruský banner Food Not Bombs v roce 2014

#### Bělorusko
Běloruská část Food Not Bombs vznikla v roce 2006. Aktivisté byli často oběťmi represivního režimu Alexandra Lukašenka. V lednu 2021 byli členové minské skupiny zatčeni. V reakci na to se v Praze před běloruskou ambasádou konala demonstrace na podporu zatčených. O rok později, v sobotu 8. ledna 2022 oznámili aktivisté z iniciativy Food Not Bombs Minsk, že se rozhodli dočasně pozastavit aktivismus kvůli probíhajícím represím v zemi.

#### Česko

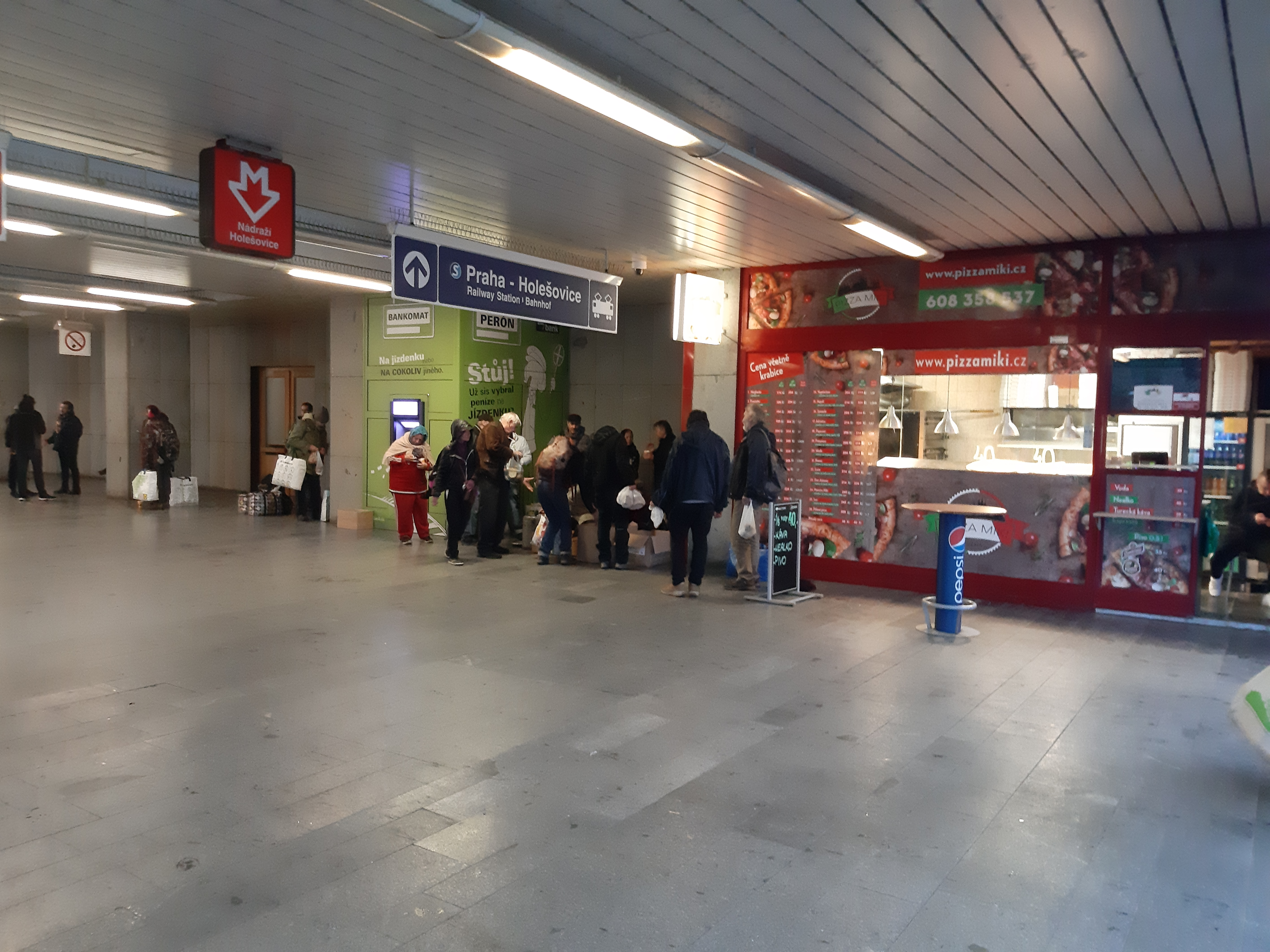
Členové organizace rozdávají jídlo potřebným ve stanici pražského metra Holešovice

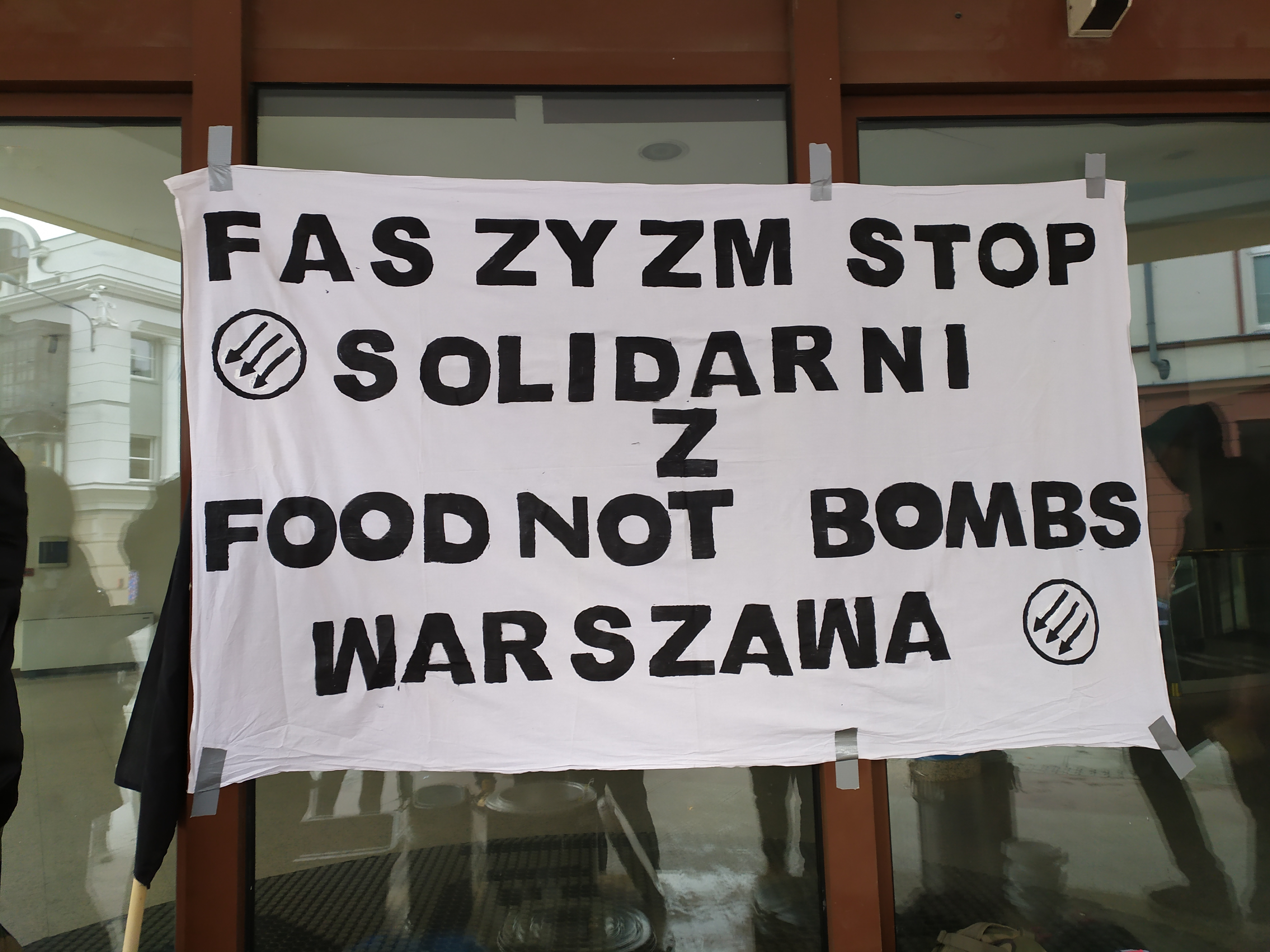
Vlajka vyvěšovaná během akcí Food Not Bombs (Jedzenie Zamiast Bomb) v polské Varšavě

V českém prostoru působí Food Not Bombs od devadesátých let 20. století. První zmínky lze najít již roku 1996, kdy Food Not Bombs organizovali lidé zejména z punkových a anarchistických kruhů. Od následujícího roku (1997) probíhalo pravidelné rozdávání jídla na Střeleckém ostrově pod vedením lidí ze squatů Buďánka a Ladronka. O další dva roky později (1999) se zapojili i lidé propojení se squatem Milada a jídlo bylo rozdáváno i na holešovickém nádraží. V roce 2004 se v Česku nacházela liberecká, plzeňská, brněnská a zlínská pobočka. Poslední dvě jmenované působily jako součást Nesehnutí.
V létě roku 2019 se ostravská skupina Food Not Bombs dostala do sporu s radnicí ostravské části Vítkovice kvůli neohlašování svých akcí v rámci platných předpisů. Během března následujícího roku došlo v Plzni při zásahu policie, která čekající zájemce o pokrm v době proticovidových nařízení vinila z nedodržování předepsaných rozestupů, k nepřiměřenému chování příslušníka Policie České republiky.

#### Polsko
První pobočka FNB v Polsku vznikla v roce 1997 ve Vratislavi, o tři roky později vznikla pobočka v Lodži. Následovaly pobočky v Krakově, Bělostoku, Trojměstí, Gliwicích, Zelené Hoře a Lublinu. Některé z nich po určité době ukončily svou činnost (sekce v Bělostoku působila v letech 2001 až 2009 a 2017 až 2018).
V Polsku došlo k několika útokům na FNB. Ty byly spáchány nacionalistickými osobami nebo tzv. hooligans, někdy spojenými s tzv. autonomními nacionalisty. Dva útoky, oba spáchané v roce 2019, měly hlasitý ohlas v médiích. První se odehrál 5. března ve Valbřichu, kde skupina asi 20 maskovaných fanoušků Górniku Wałbrzych při podávání jídla zasypala dobrovolníky a dobrovolnice kameny a lahvemi. Druhý incident se odehrál ve Varšavě, kdy při výdeji jídla ve stanici metra Centrum napadli tři muži osoby, které jídlo vydávaly, a také náhodné kolemjdoucí. Jak se později ukázalo, útočníci byli napojeni na neonacistickou komunitu Stormtroopers. Po ruské invazi na Ukrajinu polské FNB zajišťovalo část péče o uprchlíky.

#### Slovensko
Food Not Bombs na Slovensku poprvé vzniklo v roce 1999 a zakrátko se jídlo rozdávalo na hlavních železničních stanicích v Bratislavě, Košicích a Trnavě. Kromě příležitostných akcí na různých kulturních a protestních shromážděních tam až do roku 2007 probíhala pravidelná rozdávání jídla spojená s informační kampaní o lidských právech, vegetariánství a veganství. V roce 2009 se skupina do povědomí veřejnosti dostala zejména v rámci svých protestů proti NATO v roce 2009.

## Aktivity

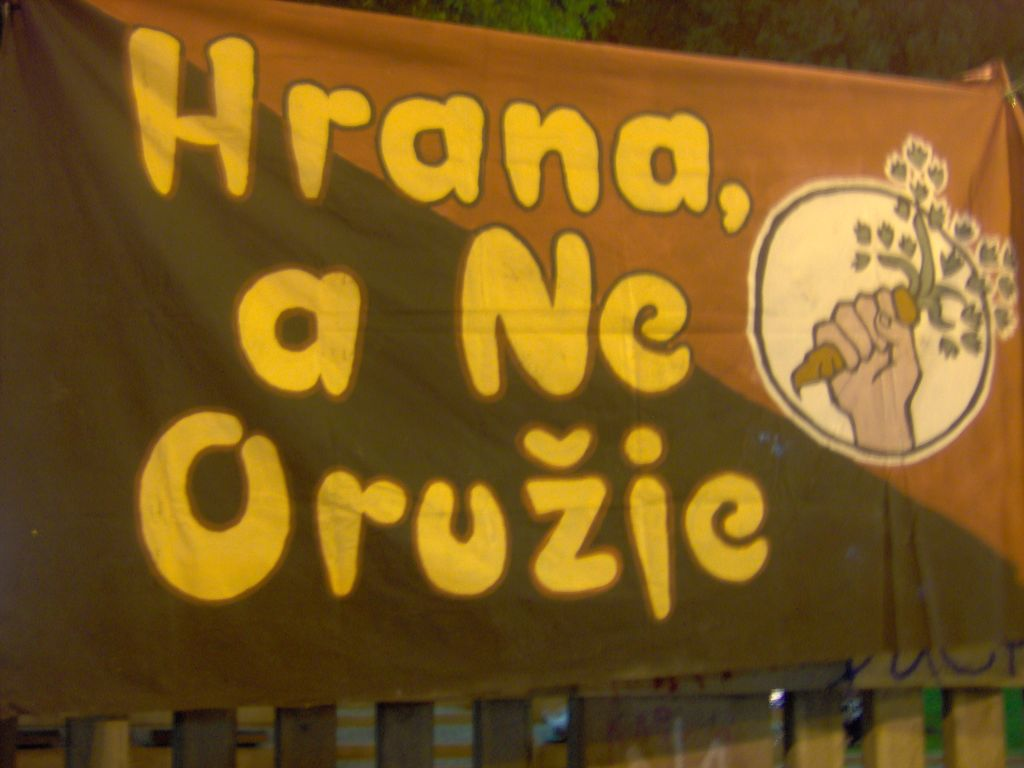
Logo Hrana ne oruzje, balkánské části FNB

### Evropa
V Česku jsou kolektivy FNB v Praze, Brně, Ostravě, Hradci Králové, Olomouci, Jihlavě, Liberci, Děčíně, Pardubicích, Ústí nad Labem, Prostějově, Karlových Varech a Českých Budějovicích. Pravidelně se snaží zachraňovat potraviny z různých podniků jako jsou restaurace a bistra, až po jejich získávání z odpadu obchodních řetězců ve snaze zabránit plýtvání a vaří z nich zpravidla jednou týdně teplé jídlo především pro lidi bez domova. Při svých aktivitách v rámci své filozofie šetření zdrojů využívají i recyklovatelné plastové nádoby od jídla jako nádobí.
Na Balkáně lze buňky FNB naleznout v Bělehradě, Záhřebu, Sarajevu, Mostaru, Novém Sadu či Rijece. Zde působí zejména pod jménem Hrana ne oružje.
V roce 2020 působilo v Polsku více než třicet sekcí FNB. Namátkou lze vyjmenovat: Gliwice, Poznaň, Bílsko-Bělá, Gdaňsk, Gdyně, Štětín, Olštýn, Opolí, Varšava, Lodž, Krakov, Gorzów Wielkopolski, Zelená Hora, Toruň, Lublin, Bělostok, Radom, Vratislav, Kielce, Řešov, Katowice, Jastrzębie-Zdrój nebo Ełk. Ne všechny skupiny vykazují stálou činnost. Některé působí sezónně: v zimě nebo od podzimu do jara, jiné celoročně (například Lodž).
V Rusku je aktivních několik skupin: Petrohrad, Petrozavodsk, Samara a Moskva.
V Německu existují aktivní skupiny v Kolíně, Düsseldorfu, Bochumi a Bonnu, v Rakousku je jejich sídlem Vídeň a Štýrský Hradec.

### Severní Amerika
V Severní Americe hnutí působí (k roku 2024) v dvaceti státech USA (včetně např. Havaje či Aljašky). V Kanadě působí v provinciích Ontario, Britská Kolumbie, Alberta, Nové Skotsko, Quebec a New Brunswick.

### Střední Amerika
Ve Střední Americe hnutí působí (k roku 2024) v Mexiku a Guatemale.

### Jižní Amerika
V Jižní Americe hnutí působí (k roku 2024) v Kolumbii, Peru, Brazílii a Argentině.

### Afrika
V Africe působí hnutí (k roku 2024) v Nigérii, Keně, JAR, Burundi, Demokratické republice Kongo, Etiopii, Libérii, Somálsku, Togu a Tunisku.

### Asie
V Asii působí hnutí (k roku 2024) ve Filipínách, Indonésii, Malajsii, Japonsku, Číně, Izraeli, Myanmaru, Thajsku, Turecku, Gruzii, Singapuru, Rusku a v Jižní Koreji.

### Austrálie a Oceánie
V Austrálii působí hnutí (k roku 2024) ve všech státech Austrálie, v Tasmánii a na Novém Zélandu.

## Podobné projekty
Na úspěch Food Not Bombs navázaly další podobné iniciativy. V roce 1984 vznikl projekt Bikes Not Bombs, který si kladl za úkol shromažďovat jízdní kola a následně je zaslat do některé z rozvojových zemí (Nikaragua, země Afriky). Cílem bylo poskytnout obyvatelům dostupnou a udržitelnou formu dopravy. V devadesátých letech 20. století vzniklo v San Franciscu hnutí Homes Not Jails, které začalo nelegálně ubytovávat osoby bez domova v opuštěných budovách.